# قروي

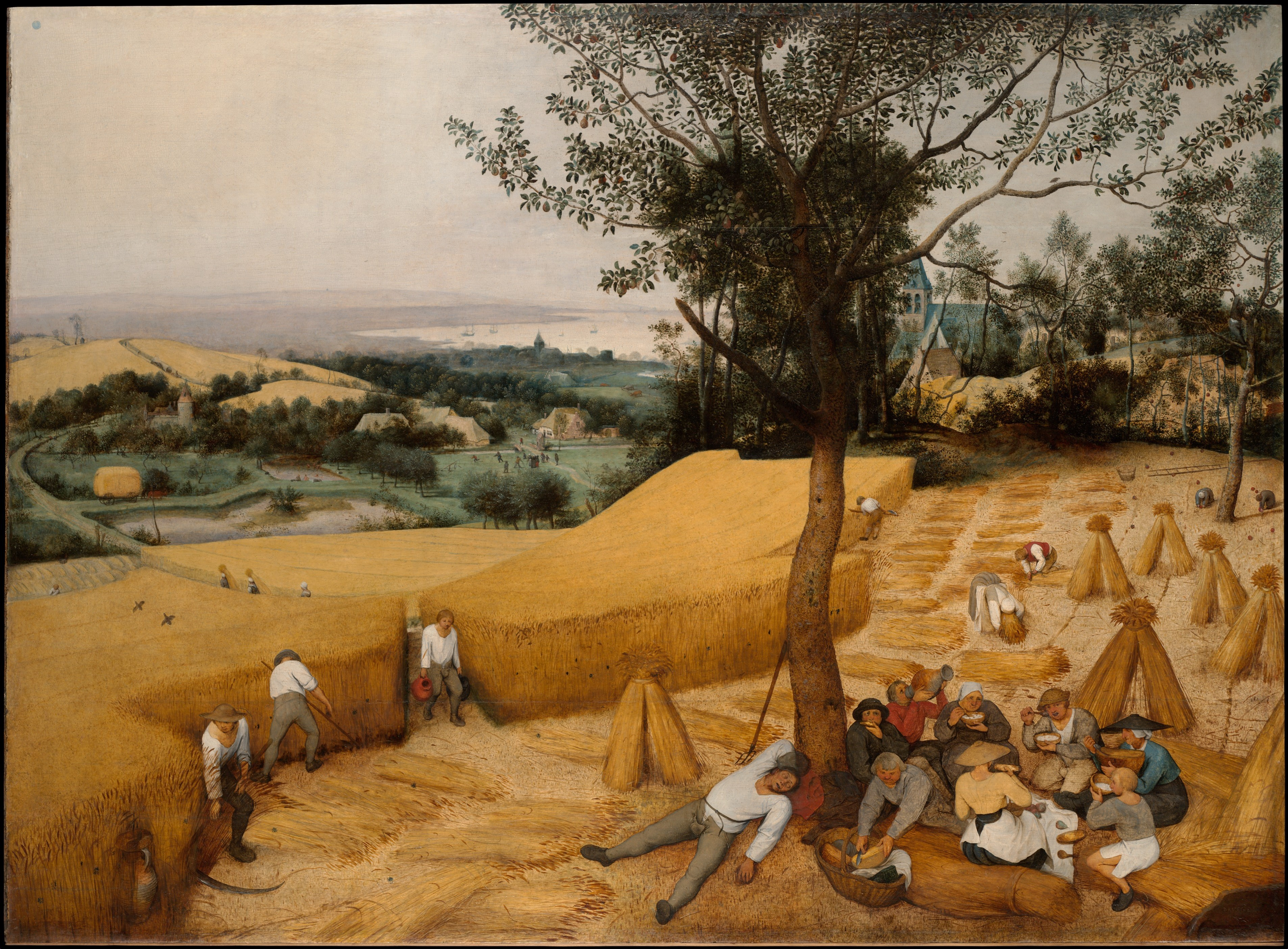

القروي هو عضو في طبقة الفلاحين التقليدية، سواء كعمال أو ملاك مزارع صغيرة. يستخدم المصطلح لوصف سكان أوروبا خلال العصور الوسطى تحت الحكم الاقطاعي، أو لوصف جميع المجتمعات ما قبل الصناعية بشكل عام. أستخدمت الكلمة ولا زالت تستخدم في سياق تحقيري للإشارة إلى المزارعين والعمال الفقراء الذين لا يملكون أرضا، وخاصة في البلدان الأكثر فقرا في العالم حيث يشكل القرويون نسبة كبيرة من السكان. غالباً ما ينطوي المصطلح على حكم بجهل، وسوء تعليم وعدم تآلف مع السلوكيات المتحضرة لسكان المدن.

## المكانة الاجتماعية
شكل الفلاحون عادة غالبية القوى العاملة الزراعية في مجتمع ما قبل الصناعة. غالبية الناس -وفقًا لأحد التقديرات، 85% من السكان- في العصور الوسطى كانوا من الفلاحين.
على الرغم من أن «الفلاحين» هي كلمة فضفاضة الاستعمال، فبمجرد ترسخ اقتصاد السوق، بات مصطلح الفلاحين المالكين يستخدم كثيرًا لوصف سكان الريف التقليديين في البلدان التي يزرع فيها أصحاب الحيازات الصغيرة جزءًا كبيرًا من الأرض. وبشكل أعمّ، تُستخدم كلمة «فلاح» أحيانًا للإشارة بازدراء إلى أولئك الذين يُعتبرون من «الطبقة الدنيا»، وربما يُعرفون بتلقيهم تعليم أسوأ و/أو من ذوي الدخل المنخفض. مكث الفلاحون في قاع النظام الإقطاعي وشكلوا 85% من السكان. كانت هناك مستويات اجتماعية مختلفة في طبقة الفلاحين. أدناهم منزلةً كان نوع من العبيد يسمى الأقنان. كان الأقنان يعتبرون ملكًا لأسيادهم ويعتمدون عليهم في المأوى والطعام. كان ممنوعًا على الأقنان مغادرة القصر دون إذن اللورد ومع ذلك كانوا ملزمين بدفع الإيجار والعمل في المزارع.
فوق الأقنان كان يأتي المزارعون. امتلك بعض المزارعين مزارعهم الخاصة ولكن الغالبية العظمى منهم كانوا يعملون جنبًا إلى جنب مع الأقنان في أرض اللورد.

## الفلاحون الأوروبيون في العصور الوسطى
سيطر نظام الحقل المفتوح للزراعة على معظم أوروبا خلال العصور الوسطى واستمر حتى القرن التاسع عشر في العديد من المناطق. في ظل هذا النظام، عاش الفلاحون في قصر يرأسه لورد أو أسقف الكنيسة. دفع الفلاحون الإيجار أو خدمات العمل لصالح اللورد مقابل حقهم في فلاحة الأرض. كانت الأرض الحائل والمراعي والغابات والأراضي القاحلة مشتركة. تطلب نظام الحقل المفتوح التعاون بين فلاحي القصر. استُبدل تدريجيًا بالملكية الفردية وإدارة الأراضي.
تحسن الوضع النسبي للفلاحين في أوروبا الغربية بشكل كبير بعد أن قلص الموت الأسود عدد سكان أوروبا في العصور الوسطى في منتصف القرن الرابع عشر، ما أدى إلى زيادة الأراضي للناجين وجعل العمالة أكثر شحًا. في أعقاب هذا الاضطراب في النظام القائم، أصبح من الأكثر إنتاجية للعديد من العمال أن يطالبوا بالأجور وأشكال بديلة أخرى للتعويض، ما أدى في النهاية إلى تطوير محو الأمية على نطاق واسع والتغيرات الاجتماعية والفكرية الهائلة في عصر التنوير.
أدى تطور الأفكار في بيئة انتشار معرفة القراءة والكتابة نسبيًا إلى وضع حجر الأساس للثورة الصناعية التي مكنت الإنتاج الزراعي الميكانيكي والكيميائي مع زيادة الطلب في الوقت نفسه على عمال المصانع في المدن، والذين أصبحوا ما أسماهم كارل ماركس البروليتاريا. أدى الاتجاه نحو الملكية الفردية للأرض، كما هو الحال في إنجلترا بواسطة التسييج، إلى نزوح العديد من الفلاحين من الأرض وإجبارهم، غالبًا عن غير قصد، على أن يصبحوا عمال مصانع حضريين وشغلوا الطبقة الاجتماعية والاقتصادية التي كانت في السابق حكرًا على فلاحي العصور الوسطى.
حدثت هذه العملية بطريقة واضحة ومبتورة في أوروبا الشرقية. نظرًا لعدم وجود أي محفزات للتغيير في القرن الرابع عشر، استمر فلاحو أوروبا الشرقية إلى حد كبير في مسار العصور الوسطى الأصلي حتى القرنين الثامن عشر والتاسع عشر. ألغيت القنانة في روسيا عام 1861، وبينما بقي العديد من الفلاحين في المناطق التي زرعت فيها عائلاتهم لأجيال، سمحت التغييرات بشراء وبيع الأراضي التي يحتفظ بها الفلاحون تقليديًا، وسمحت أيضًا للفلاحين السابقين غير المالكين بالانتقال إلى المدن. حتى قبل الانعتاق في عام 1861، كانت العبودية آخذة بالتضاؤل في روسيا. انخفضت نسبة الأقنان داخل الإمبراطورية تدريجيًا «من 45-50% في نهاية القرن الثامن عشر، إلى 37.7% في عام 1858».

## ألمانيا الحديثة المبكرة
في ألمانيا، واصل الفلاحون تركيز حياتهم في القرية حتى القرن التاسع عشر. كانوا ينتمون إلى هيئة اعتبارية وساعدوا في إدارة موارد المجتمع ومراقبة الحياة المجتمعية. في الشرق تمتعوا بمكانة الأقنان المرتبطين بشكل دائم بقطع الأرض. يُطلق على الفلاح اسم «باور» باللغة الألمانية و«بور» بالألمانية الدنيا (تُنطق بالإنجليزية مثل كلمة بائس).
في معظم أنحاء ألمانيا، كانت الزراعة قائمة على المزارعين المستأجرين الذين دفعوا الإيجارات والخدمات الإلزامية للمالك - عادة ما يكون من النبلاء. أشرف قادة الفلاحين على الحقول والقنوات وحقوق الرعي، وحافظوا على النظام العام والآداب العامة، وأيدوا محكمة القرية التي نظرت في المخالفات البسيطة. داخل الأسرة، كان الأب يتخذ جميع القرارات، ويحاول ترتيب زيجات مفيدة لأطفاله. تركزت الكثير من الحياة المجتمعية في القرى على خدمات الكنيسة والأيام المقدسة. في بروسيا، كان الفلاحون يسحبون القرعة لاختيار المجندين المطلوبين للجيش. تولى النبلاء العلاقات الخارجية والسياسية للقرى الواقعة تحت سيطرتهم، ولم يشاركوا عادةً في الأنشطة أو القرارات اليومية.

## فرنسا
وصلت المعلومات حول تعقيدات الثورة الفرنسية، وخاصة المشهد سريع التغير في باريس، إلى مناطق معزولة من خلال الإعلانات الرسمية والشبكات الشفوية قديمة العهد. استجاب الفلاحون بشكل مختلف لمصادر المعلومات المختلفة. تعتمد حدود المعرفة السياسية في هذه المجالات على مقدار ما يختار الفلاحون معرفته أكثر من اعتمادها على الطرق الوعرة أو الأمية. خلصت المؤرخة جيل ماسياك إلى أن الفلاحين «لم يكونوا خاضعين ولا رجعيين ولا جاهلين».
في كتابه الفريد فلاحون يصبحون فرنسيين: تمدين الريف الفرنسي، 1880-1914 (1976)، تتبع المؤرخ يوجين ويبر تحديث القرى الفرنسية وجادل بأن الريف الفرنسي انتقل من حالة تخلف وعزلة إلى حالة حداثة وامتلك إحساسًا بالأمة الفرنسية أثناء أواخر القرن التاسع عشر وأوائل القرن العشرين. وشدد على أدوار السكك الحديدية والمدارس الجمهورية والتجنيد العسكري الشامل. استند في النتائج التي توصل إليها على السجلات المدرسية وأنماط الهجرة ووثائق الخدمة العسكرية والاتجاهات الاقتصادية. جادل ويبر أنه حتى عام 1900 أو نحو ذلك، كان الشعور بالقومية الفرنسية ضعيفًا في المقاطعات. ثم درس ويبر كيف خلقت سياسات الجمهورية الثالثة إحساسًا بالقومية الفرنسية في المناطق الريفية. أُشيد بالكتاب على نطاق واسع، لكن البعض جادل بأن الإحساس بالهوية الفرنسية كان موجودًا في المقاطعات قبل عام 1870.